# Avenida Manuel Antonio Matta (Copiapó)
La avenida Manuel Antonio Matta, llamada comúnmente alameda Manuel Antonio Matta, es una antigua e importante calle de la ciudad de Copiapó. Debe su nombre al gran empresario minero, político, parlamentario, diplomático e intelectual copiapino Manuel Antonio Matta. Sus orígenes se remontan a 1853, cuando el gobierno del presidente Manuel Montt aprobó el acuerdo de la Municipalidad de Copiapó, en orden a establecer una alameda al oriente del ferrocarril, comprando para ello dos sitios.
Esta avenida, que atraviesa un sector declarado Zona de Conservación Histórica el 14 de diciembre de 1991, posee frondosos árboles y monumentos históricos, tales como el monumento a Manuel Antonio Matta, levantado en 1905, el Monumento a los Héroes de Atacama, que recuerda la labor realizada por el Regimiento de Atacama durante la Guerra del Pacífico, la Cripta de los Héroes, construida en homenaje a los 56 héroes del Batallón de Atacama y el Monumento a Juan Godoy, homenaje al descubridor del Mineral de Chañarcillo.
En el extremo norponiente de la avenida se halla la Casa de Empleados del Ferrocarril, declarada monumento nacional, en tanto que en el suroriente se ubica la Sala de Cámara de Copiapó y, a un costado, el Centro Cultural Atacama, Teatro Municipal. Asimismo, en una de las plazuelas de la Alameda Manuel Antonio Matta se ubica la Iglesia de San Francisco.

## Monumentos
- Figura de un Cóndor: ave nacional, obsequio de la colonia libanesa residente a la ciudad de Copiapó en su bicentenario (1944).
- Arco "Honor y Gloria a los Héroes en la Guerra y en la Paz": monumento inaugurado el 30 de diciembre de 2010 y ubicado en la intersección de la Alameda con Juan Martínez. Consiste en una estructura que se asemeja a los arcos construidos en las calles de la ciudad para recibir al batallón Atacama a su regreso de la Guerra del Pacífico en 1881.[1]
- Monumento a los Héroes y Soldados de Atacama: inaugurado el 18 de septiembre de 1885, la escultura fue realizada por el artista chileno José Miguel Blanco.
- Cripta de Los Héroes: aquí reposan los restos de 13 oficiales y 31 soldados de los Batallones "Atacama" que tuvieron destacada participación en la Guerra del Pacífico.
- Monumento a don Manuel Antonio Matta: erigido en bronce en 1905, es obra del escultor chileno Virgilio Arias.
- Monumento al Capitán Ignacio Carrera Pinto: homenaje al centenario de la Batalla de La Concepción (1882-1982).
- Monumento a Juan Godoy: monumento erigido en 1851, en homenaje al arriero descubridor del mineral de Chañarcillo en el año 1832.

Monumentos ubicados en Avenida Manuel Antonio Matta
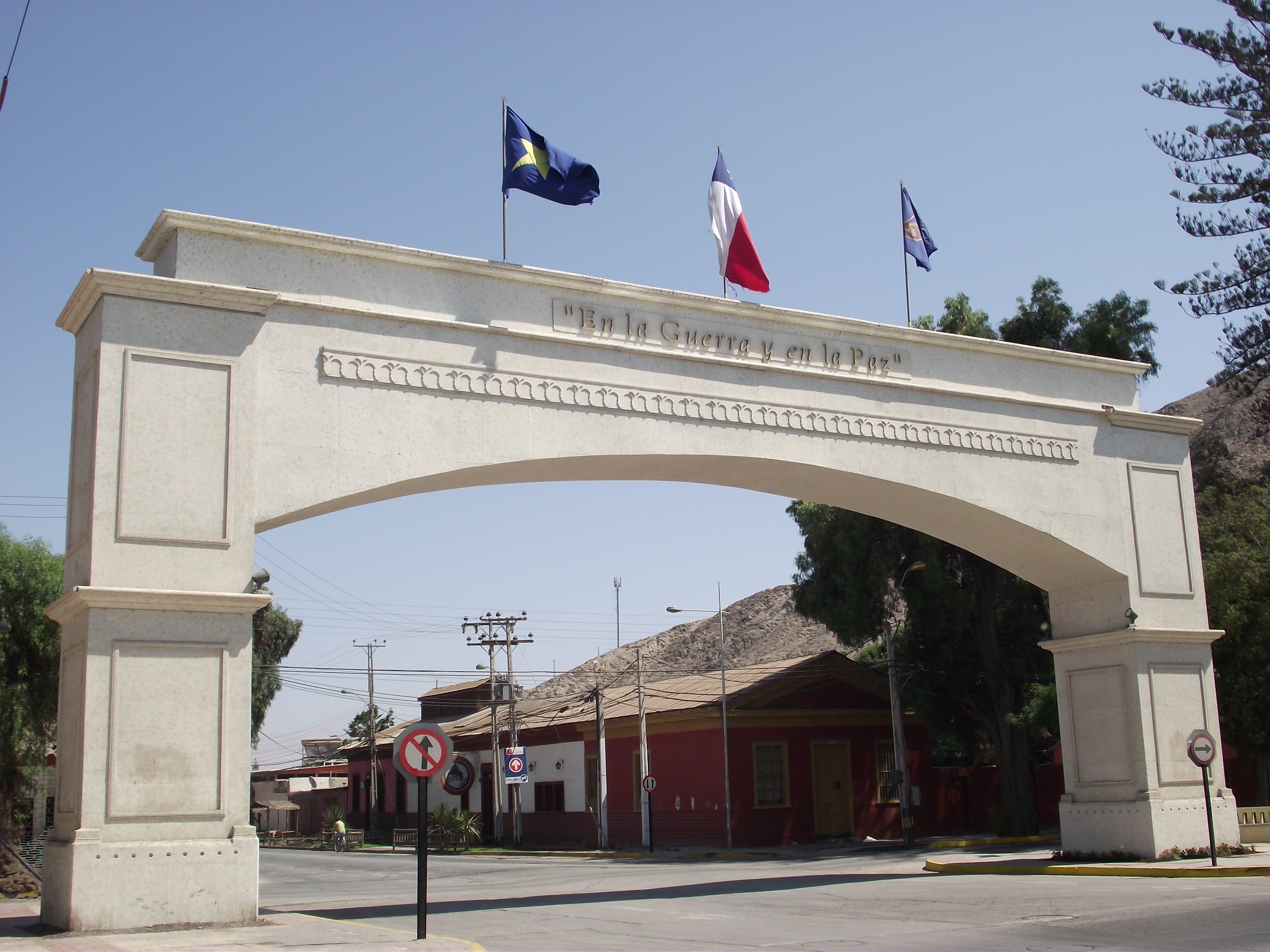
Arco "Honor y Gloria a los Héroes en la Guerra y en la Paz".
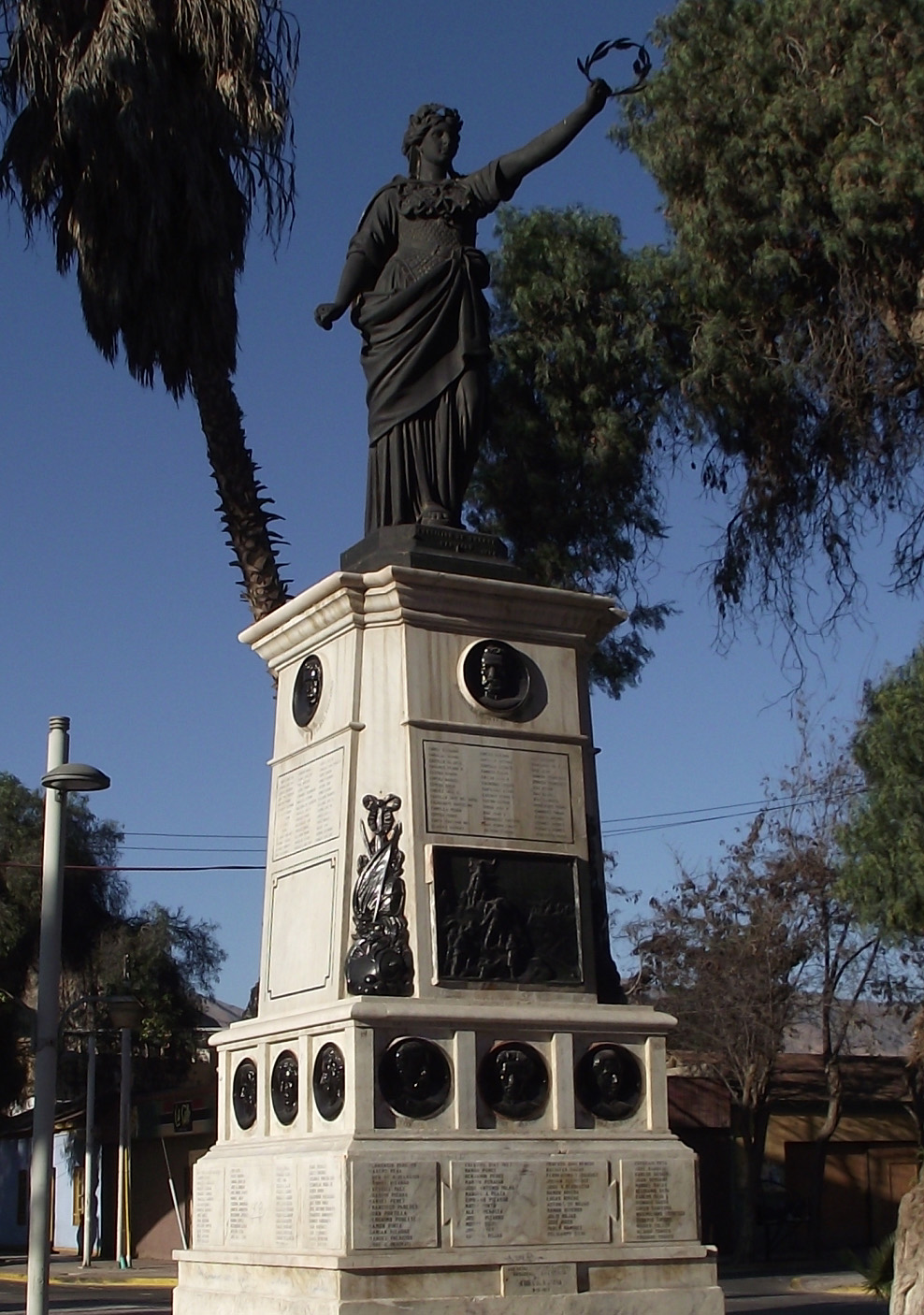
Monumento a los Héroes y Soldados de Atacama.
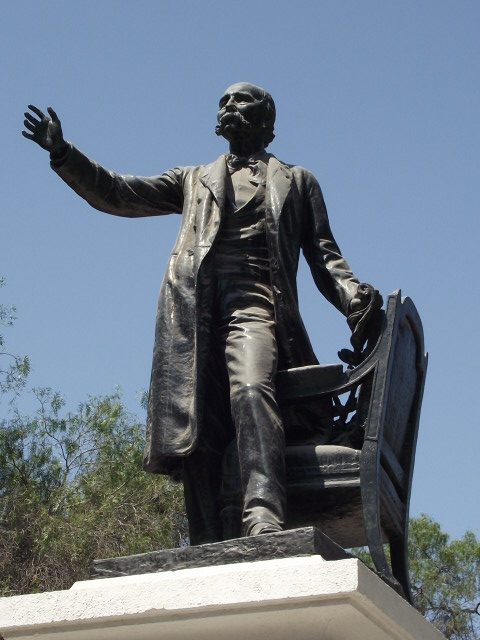
Monumento a Manuel Antonio Matta.
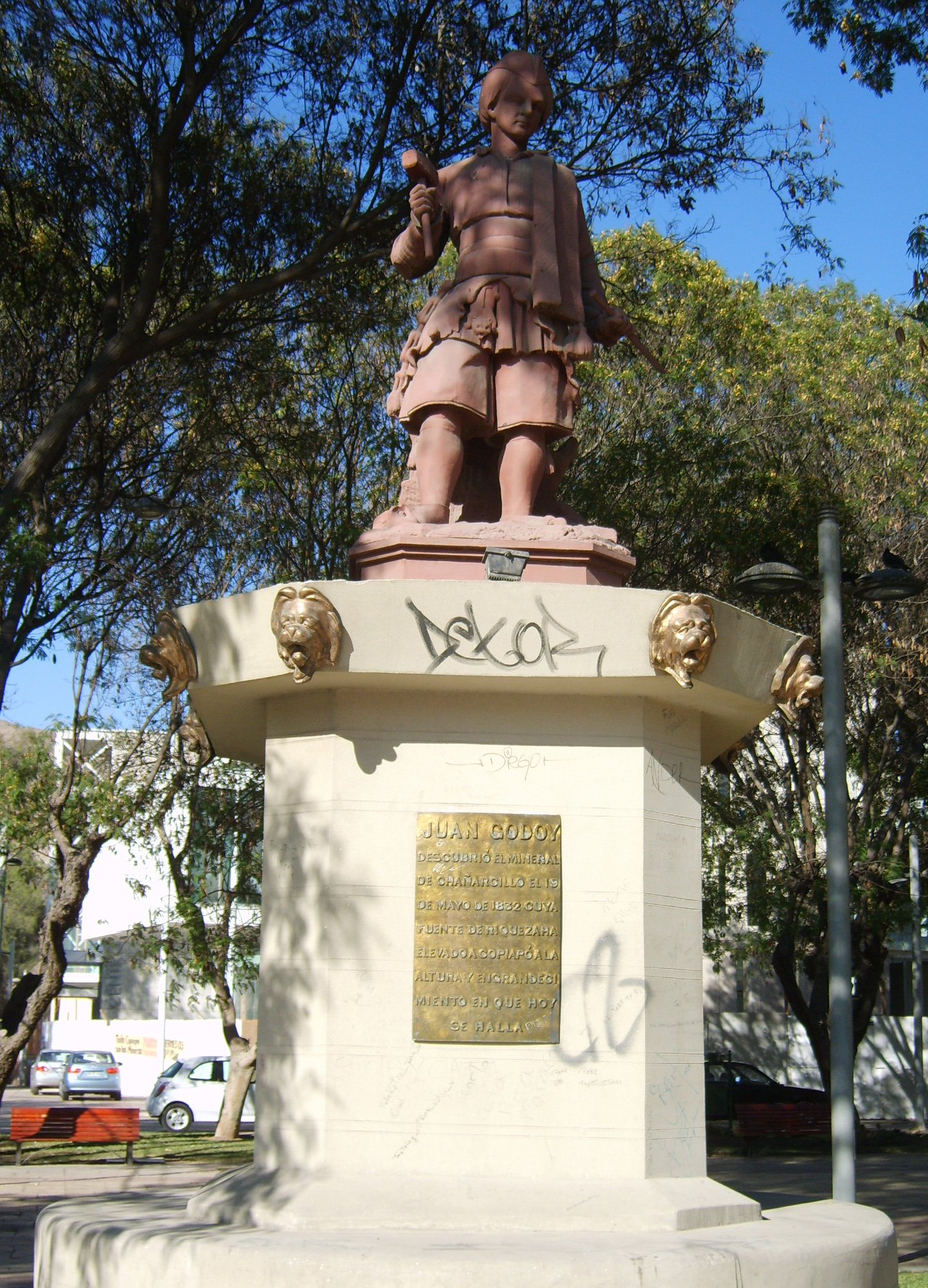
Monumento a Juan Godoy.